# یحیی برمکی
یحیی برمکی یا یحیی بن خالد (مرگ ۸۰۶ میلادی) پسر خالد بن برمک از برمکیان بود که در دستگاه خلافت عباسی دارای نفوذ فوق‌العاده بود. وی در سال ۷۸۶ میلادی توسط هارون‌الرشید به عنوان وزیر اعظم انتخاب گردید. در واقع یحیی برمکی و فرزندانش در تمام سرزمین‌های عباسیان قدرت اصلی را در دست داشتند. یحیی در اوایل حکومت هارون قدرت و حکمرانی اصلی را همراه با خیزران مادر قدرتمند دو تن از خلفای عباسی در دست داشت و بدینسان این دو با هم حکمرانان عباسی بودند.

## زندگی
وی در زمان خلافت هشام بن عبدالملک و در سال ۱۱۵ هجری شمسی برابر با ۱۱۸ هجری قمری و ۷۳۶ میلادی متولد گردید.
در سال ۱۵۳ ه‍.ش به حکومت آذربایجان و سپس ارمنستان گماشته شد و سپس از طرف مهدی (خلیفه)، مدت ۵ سال معلم فرزند او هارون الرشید بود.
یحیی به همراه پدرش خالد بن برمک در جنگ سمالو حضور داشت و فرماندهی سپاه را به همراه پدرش و علی‌رغم حضور هارون‌الرشید به عهده داشت. این جنگ منجر به پیروزی مسلمانان شد.
زمانیکه هارون حکومت آذربایجان را داشت یحیی رئیس دیوان رسالت وی بود.
وی چهار پسر به نام‌های محمد، امیر موسی، فضل و جعفر داشت.

## حکومت همراه با خیزران و بعد تنهایی
در دوران حکومت اعراب، خلافت هیچگاه به ثروت و نعمت دوران هارون‌الرشید نرسید و وصول مالیات‌ها به نظم و ترتیب آن دوران نبود. سیاست اداره امپراتوری عرب بر اساس تلاش و کار و آزادی و ذکاوت استوار بود که توسط برمکیان تعیین می‌گردید.
عده زیادی از حکام، درباریان، قضات، هنرمندان و علما از ایرانیان بودند. اشراف عرب اعتبار و آقایی خود را از دست داده بودند و بجز احترام ظاهری چیزی برایشان نمانده بود، زرتشتیان و مسیحیان نیز در دربار خلافت اعتبار پیدا کرده بودند. هارون‌الرشید مانند شاهان ایران زمین ابهت خاصی یافته بود. آن‌ها سیستم اداری ایران زمین را الگوی خود قرار داده و عید نوروز را جشن می‌گرفتند.
بعداز وفات مهدی (خلیفه)، شورشی در بغداد روی داد و خیزران مادر هارون‌الرشید، یحیی را مأمور مهار شورش کرد. او حقوق به‌جامانده سربازان را پرداخت و مقدمات ورود خلیفه جدید هادی (خلیفه) را به بغداد فراهم کرد و هارون بنا به صلاح‌دید یحیی، نامه‌ای محبت‌آمیز به خلیفه جدید نوشته و علایم خلافت را برای او فرستاد.
به دنبال ماجرای ولیعهدی جعفر بن مهدی (خلیفه) و رد بیعت آن از طرف یحیی، هادی (خلیفه)، یحیی و هارون‌الرشید را محبوس کرده و تصمیم به قتل یحیی و تحت فشار قراردادن هارون گرفت.
شبی که قرار بود یحیی کشته شود خلیفه درگذشت که این اتفاق ناگهان این بود که خیزران مادر پرنفوذ هادی برای منافع خودش او را مسموم کرد بود.
با مرگ هادی، هارون با کمک مادرش خیزران به خلافت رسید و یحیی را با تحریک مادر به وزیری تعیین کرد و به وی عنوان امام داد. همچنین فضل برمکی را به سمت وزارت سرای و حرم برگزید. در حالی که هارون به‌طور کامل بر تخت خلافت نشست، یحیی وزیر با اختیارات تام‌الاختیار در تمام امور دولتی و همچنین دست آزاد در انتخاب پرسنل بود نامیده شد. حتی پس از مرگ ملکه خیزران، یحیی نیز به عنوان نگهبان مهر خلیفه تبدیل شد، زیرا منابع گزارش می‌دهند که خلیفه مهر خود را به صورت شخصی بعد از فوت مادرش خیزران تحویل یحیی داد تا نمادی از قدرتهای بدون محدودیت وزیر خود باشد.
با این وجود، تا زمان قید حیات خیزران که به شدت قدرتمند و تأثیرگذار بود و صاحب مهر خلافت بود، و یحیی مجبور بود به نظرات و دستورات او توجه کند. در زمان خلافت هارون تمام فرمان‌فرمائی بدست ملکه خیزران مادر هارون‌الرشید و یحیی بود و این دو روابط بسیار نزدیک و خوبی داشتند و همکاری مؤثری در پیش گرفتند، و یحیی به مدت سه سال معتبرترین پرده‌دار برای ملکه به حساب می‌آمد و تمام احکام او (خیزران) را انجام می‌داد و به صلاحدید و تعیین او مهمات ملک و رعایان و غیر مشکلات را رتق و فتق می‌کرد و هارون جز نام خلافت هیچ چیز دیگری نداشت.
بعد از مرگ ملکه خیزران در سال ۱۶۸ خ. (۷۸۹ میلادی) یحیی آزاد از سایه بی قید و بند اقتدار ملکه مادر به تنهایی حکمرانی دربار و خلافت عباسی را در دست گرفت، و پسرش فضل نیز بعد از مدتی که پدرش به سن کهنسالی رسیده بود یحیی را در قدرت همراهی می‌کرد؛ و بعداً دیگر جعفر به وزرات هارون‌الرشید منصوب شد.
دو پسر دیگر یحیی، موسی و محمد به وزارت نرسیدند ولی خود و اولادشان عنوان امیری گرفتند. در سال ۱۷۱ خ. موسی پسر یحیی به جای موسی بن عیسی که بدست نزاری‌ها (قبایل اعراب شمالی) کشته شد به حکومت شام رسید و محمد که رابطه دوستانه با هارون داشته در دربار وی به مقام بلندبالایی رسید و حاجب دربار بوده است.
طبری می‌نویسد «هارون تمامی اختیارات را به یحیی تفویض نمود و او رئیس‌الاطلاق امپراتوری شد.»
یحیی پس از سقوط برمکیان در زندان ماند تا آنکه در سال ۱۹۰ قمری در گذشت. در لباس وی مکتوبی که به خط خودش بود پیدا کردند که نوشته بود:
مدعی قبلاً رفت و مدعی علیه نیز خواهدآمد قاضی و حاکم عادل و دادخواهی است که ستم نخواهد کرد و به بینه محتاج نیست.
به محض این که این نوشته را به هارون‌الرشید دادند تمام آن روز گریان بود و تا مدتی آثار حزن و اندوه بر چهره اش آشکار بود. جهشیادی می‌نویسد:
هارون از کرده خود دربارهٔ برامکه پشیمان گردید.

## اخلاق و منش
یحیی فردی عالم بود و در جلسات مباحثات علما شرکت می‌نمود. همچنین شعرا و موسیقی دان‌ها را با سخاوت و بزرگواری خود مورد حمایت قرار می‌داد.
مأمون عباسی دربارهٔ یحیی و پسرانش گفته است:
«این پدر و پسران در عصر خویش در شجاعت و کفایت و سخاوت بینظیر بوده‌اند»
نویسنده آثارالشیعه چنین بیان می‌کند، از یحیی پرسیدند کمترین چیزها کدام است؟ جواب داد:
«قناعت شخص با همت به زندگی پست. دوست پرزحمت کم فایده و سکوت خاطر در موقع مدح»
همچنین از وی پرسیدند معنی کرم وجود چیست؟ گفت:
کرم پادشاهی است که در سلک رعایا زیست کند و بخشش درحال توانائی جود واقعی است» سخن دیگری از وی روایت است که می‌گوید: «مواعید دام بزرگان است که آزادگان را بدان صید می‌نماید.
بذل و بخشش یحیی و فرزندانش شهره عام و خاص بود. وی هر وقت از خانه بیرون می‌آمد کیسه‌های متعدد که هریک حاوی ۲۰۰ درهم بود با خود به همراه داشت تا در طول مسیر خود به مردم بخشش کند. یحیی به همان اندازه که بذل و بخشش می‌نمود قناعت و پاکدامنی نیز داشت. وی زمانی که به دوران پیری خود رسید تصمیم گرفت به مکه رفته و باقی عمر را به عبادت مشغول شود ولی هارون‌الرشید نپذیرفت.

## خدمات
یحیی برمکی در شهر ری نیز یک کارخانه بزرگ کاغذسازی و یک بیمارستان تأسیس نمود که تا آغاز قرن پنجم هجری دایر بود.